# Przestrzeń zaotrzewnowa

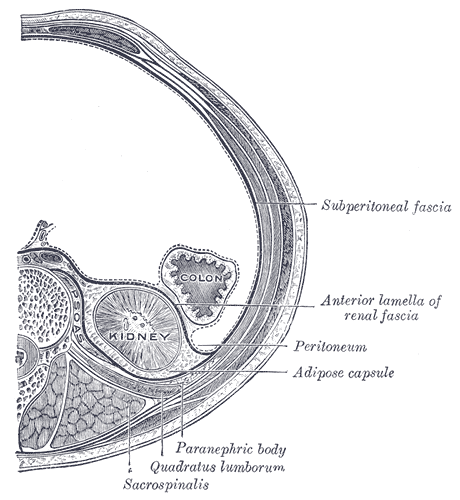
Przekrój z zaznaczeniem otrzewnej

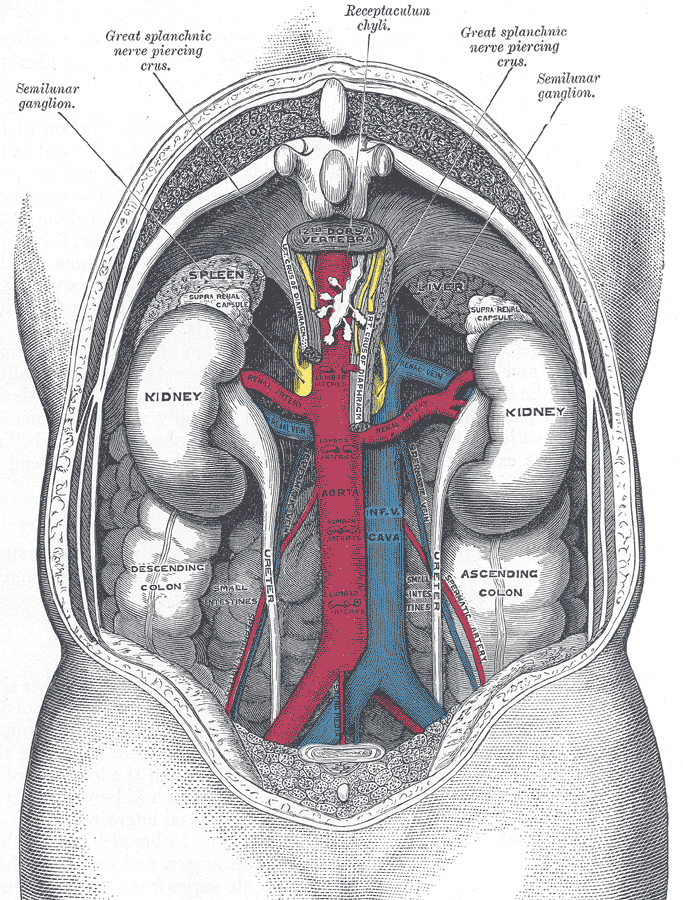
Widok od tyłu (dla przejrzystości nie uwzględniono kręgosłupa)

Przestrzeń zaotrzewnowa (łac. spatium retroperitoneale) – w anatomii człowieka przestrzeń położona między otrzewną ścienną a powięzią wewnątrzbrzuszną wyściełającą mięśnie tylnej ściany brzucha, część przestrzeni zewnątrzotrzewnowej. U dołu przedłuża się w przestrzeń podotrzewnową. Odpowiednio na tylnej powierzchni przedniej ściany brzucha występuje przestrzeń przedotrzewnowa.

## Ograniczenia przestrzeni zaotrzewnowej
- od przodu – otrzewna ścienna, przylegająca bezpośrednio do powięzi poprzecznej brzucha,
- od tyłu – przednia powierzchnia tylnej ściany brzucha, wyścielona powięzią mięśnia poprzecznego głębokiego brzucha, przedłużającą się w blaszkę głęboką mięśnia prostownika grzbietu,
- od góry – przepona, otrzewna przedłuża się w powięź dolna przepony,
- od boków – boczne brzegi okrężnicy wstępującej i zstępującej odpowiednio z prawej i lewej strony
- od dołu łączy się z przestrzenią podotrzewnową;

## Zawartość przestrzeni zaotrzewnowej

### Położenie pierwotnie zaotrzewnowe
- nadnercza,
- nerki,
- brzuszne odcinki moczowodów,
- aorta brzuszna i jej odgałęzienia, z wyjątkiem pnia trzewnego, tętnicy krezkowej górnej i dolnej i dalszych ich odgałęzień,
- żyła główna dolna z jej dopływami ściennymi,
- pień współczulny i jego sploty wtórne (przedkręgowe), nerwy trzewne dochodzące do splotu trzewnego, osobne włókna nerwu błędnego do splotu nerkowego lewego;
- mięśnie niekiedy zaliczane do obręczy kończyny dolnej: mięsień lędźwiowy większy i mięsień lędźwiowy mniejszy, splot lędźwiowy znajdujący się między nimi a także mięsień czworoboczny lędźwi[1];

### Położenie wtórnie zaotrzewnowe
- trzustka[2],
- dwunastnica, poza opuszką dwunastnicy, która jest położona wewnątrzotrzewnowo,
- okrężnica wstępująca i zstępująca (ale nie poprzeczna ani esowata)[2].